# 626 Notburga

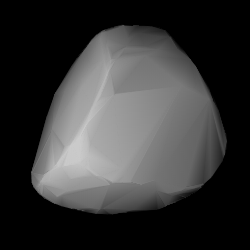
Não é perigoso

Notburga (asteróide 626) é um asteróide da cintura principal com um diâmetro de 100,73 quilómetros, a 1,9489019 UA. Possui uma excentricidade de 0,2427587 e um período orbital de 1 508,08 dias (4,13 anos).
Notburga tem uma velocidade orbital média de 18,56585301 km/s e uma inclinação de 25,35288º.
Esse asteróide foi descoberto em 11 de Fevereiro de 1907 por August Kopff.